# Sept Manifestes Dada
Sept Manifestes Dada est un livre dans lequel Tristan Tzara, poète roumain de langue française, regroupe en 1924, comme le titre l'indique, sept manifestes Dada. Un manifeste est un écrit public par lequel un mouvement explique sa ligne de conduite, ses conceptions et ses buts. Les manifestes dadas ont la particularité d'être à la fois un programme et sa mise en œuvre, autrement dit de définir un projet tout en s'attachant simultanément à mettre en pratique les principes formulés. Tous les manifestes présents dans le recueil ont d'abord fait l'objet d'une proclamation publique, à l'oral, entre 1916 et 1920, avant d'être diffusés par écrit.
Dans ces manifestes, Tzara cherche à défendre le caractère unique du mouvement Dada, à le distinguer radicalement des autres mouvements modernistes, notamment du futurisme. La publication du recueil en 1924 est contemporaine de celle du Manifeste du surréalisme, et témoigne du souci de Tristan Tzara de marquer ses distances avec André Breton et le groupe surréaliste, qu'il rejoindra finalement en 1929. Cette publication provoque un débat dans la presse entre détracteurs et nostalgiques du mouvement.

## Contexte
La publication des Sept Manifestes Dada intervient au même moment où Breton publie Poisson soluble auquel le Manifeste du surréalisme sert de préface, lance un bureau de recherche et une nouvelle revue. Tzara montre ainsi clairement qu'il ne souhaite pas faire partie du nouveau groupe surréaliste.

## Les sept manifestes

### Manifeste de Monsieur Antipyrine
Ce premier manifeste de Tzara a été lu à la Première Manifestation Dada à Zurich, salle Waag, le 14 juillet 1916. Le texte est publié dans La Première Aventure céleste de M. Antipyrine en 1916, et dans Littérature, no 13 en mai 1920. Tzara y prend position contre le futurisme, qu'il associe au « sentimentalisme bourgeois ».  
Tzara s'oppose à un futurisme qui glorifie le progrès, la technique et a foi dans l'avenir de l'humanité. Il s'oppose même à l'humanité elle-même, dans la mesure où la guerre et ses destructions l'ont rendue inhumaine.
Dans la Chronique zurichoise, Tzara raconte ainsi la soirée du 14 juillet : « Devant une foule compacte, Tzara manifeste, nous voulons nous voulons nous voulons pisser en couleurs diverses, Huelsenbeck manifeste, Ball manifeste, Arp Erklärung, Janco meine Bilder, Heusser eigene Kompositionen, les chiens hurlent ».

### Manifeste Dada 1918
Parmi les très nombreux manifestes dadaïstes, il est le plus élaboré, le plus célèbre et le plus commenté. Il a été lu par son auteur le 23 juillet 1918 au cours d'un spectacle au Zuntfhaus in der Meise à Zurich, faisant alors de Tzara le porte-parole du mouvement, puis publié en décembre de la même année dans le troisième numéro de la revue DADA. Ce manifeste marque la rupture de Dada avec les différentes écoles d'avant-garde sur lesquelles il s'était jusque là appuyé, et le tournant révolutionnaire du mouvement,.

### Proclamation sans prétention
Tzara est empêché de lire cette proclamation à la huitième soirée Dada à Zurich, salle Kaufleuten, le 9 avril 1919.
Le texte est publié la première fois dans die Schammade, à Cologne, en 1920, dans une mise en pages de Viking Eggeling.

### Manifeste de Monsieur Aa l'antiphilosophe
Ce texte a été lu au Grand-Palais des Champs-Élysées le 5 février 1920, et publié dans Littérature no 13 en mai.

### Tristan Tzara

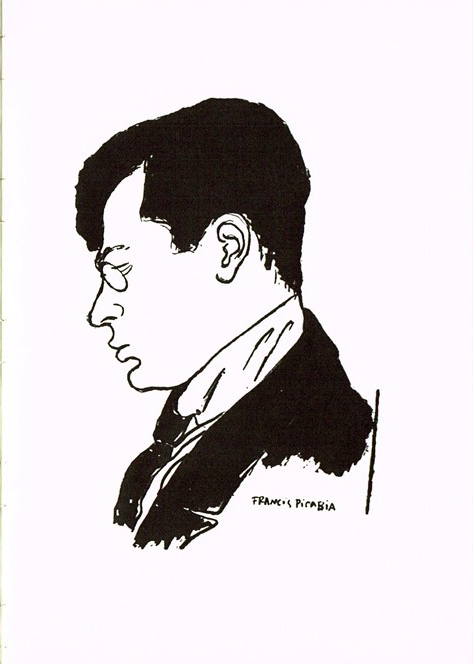
Portrait de Tristan Tzara par Francis Picabia publié dans l'édition originale (1924).

Ce texte a été lu à l'Université Populaire le 19 février 1920, et fait également partie des manifestes publiés dans Littérature no 13.

### Monsieur Aa l'antiphilosophe nous envoie ce manifeste
Ce texte a été lu au Festival Dada, salle Gaveau, le 26 mai 1920. Il a été publié pour la première fois dans 391, no 13, en juillet.

### Dada Manifeste sur l'amour faible et l'amour amer
Tzara lit ce manifeste à la Galerie Povolozky, à Paris, le 9 décembre 1920. Le texte est publié dans La Vie des lettres, no 4 en 1921. Il contient la recette « Pour faire un poème dadaïste » déjà parue dans Littérature no 15 en juillet 1920. Ce manifeste est fortement influencé par Lautréamont.

## Réception
La publication des Sept manifestes Dada en 1924 entraîne dans la presse un débat entre admirateurs et détracteurs du mouvement. Parmi les premiers, Pierre de Massot, écrit deux articles laudateurs dans Le Journal littéraire et Paris-Journal,, qui témoignent de sa nostalgie dada. Néanmoins, il y fait preuve de pessimisme quant à la possibilité de faire renaître le mouvement. Parmi les détracteurs, le critique d'art Léon Werth écrit un article à charge dans Paris-Journal,.

## Sources

### Sources primaires
- Tristan Tzara, Sept manifestes Dada, Jean Budry, 1924
  - Lampisteries précédées des Sept manifestes Dada, Jean-Jacques Pauvert, 1963
  - « Sept manifestes Dada », dans Œuvres complètes, t. 1, Flammarion, 1975, p. 355-390

### Articles de presse
- René Crevel, « Voici Tristan Tzara et ses souvenirs sur dada », Les Nouvelles littéraires,‎ 25 octobre 1924
- Pierre de Massot, « Dada ressuscitera-t-il ? », Journal littéraire,‎ 9 novembre 1924
- Pierre de Massot, « Sept Manifestes Dada », Paris Journal,‎ 21 novembre 1924